# Monasterio de San Pedro de Gumiel de Izán
El monasterio de San Pedro de Gumiel de Izán fue un inmueble de la localidad española de Gumiel de Izán, en la provincia de Burgos.

## Descripción
El monasterio, que en un comienzo habría pertenecido a la orden de San Benito, pasó luego a la de San Bernardo. En su terreno se habría dado sepultura a Félix Núñez de Guzmán y Juana de Aza, padres del santo católico Domingo de Guzmán. También descansó allá Diego Velázquez, uno de los impulsores de la orden de Calatrava.
Aparece descrito en el duodécimo volumen del Diccionario geográfico-estadístico-histórico de España y sus posesiones de Ultramar de Pascual Madoz con las siguientes palabras:

PEDRO DE GUMIEL (San): ex-monasterio en la prov. de Búrgos, part. jud. de Arandad de Duero, sit. á 1/4 de leg. de dist. entre O. y S. de la v. de Gumiel de Izan; perteneció hasta la esclaustración en 1834 al órden bernardo, lo mismo que el terreno que le circunda, y el de la granja titulada Villardemiro (despoblado), formando lo que se llama coto redondo; este consiste en una vega, que atraviesa el r. Gromejon, y de varias colinas al O. y S.; la mayor parte del terreno está destinado al cultivo de cereales; otra parte que es de regadio, á la siembra de hortalizas, legumbres, cáñamo y lino, y lo restante es erial, y monte arbolado de carrasco y roble en estado de abandono; existen en el citado coto 2 molinos harineros; confina por N. y O. con térm. de Quintanilla de los Caballeros, y por los demas puntos le rodea el de la v. de Gumiel, y sus ald. Villanueva y Villalvilla. El edificio del monasterio era tan antiguo, que ni la historia alcanza á dar noticia de su fundacion, constando solamente, que antes perteneció al órden de benito, y por tradicion se dice que en su orígen fue de templarios, como asi lo indican parte de sus obras: consta tambien que en él hbo una capilla de enterramiento, propia de la ilustra familia de los Guzmanes, señores que fueron de la v. de Caleruega, y ascendientes de Sto. Domingo de Guzman; en ella se dió sepultura á D. Félix de Guzman, y la beata Doña Juana de Aza, padres de dicho Santo: tambien existen en la misma igl. varios sepulcros, entre ellos el del D. Fr. Diego Velazquez, fundador de la órden de Calatrava, lo cual se lee en la inscripcion que tiene una grande lápida que le cubre. Habiéndose vendido el citado monasterio, como bienes nacionales, y compradóle entre varios particulares de Búrgos en 1847, le están demoliendo en la actualidad: el territorio pertenece á otros varios vec. de Aranda de Duero, por haberlo comprado en 1822, y dándoles nueva posesion de él en 1836.
(Madoz, 1849, p. 741)

El inmueble fue exclaustrado en el año 1834, cuando pertenecía a la orden de los bernardos. Adquirido por particulares procedentes de Burgos en 1847, por esas fechas se encontraba ya en proceso de demolición.